# 99 Problems
Singles de Jay-Z
Dirt off Your Shoulder
(2004) Big Chips
(2004)
Clip vidéo
[vidéo] « 99 Problems », sur YouTube
99 Problems est une chanson du rappeur américain Jay-Z extraite de son huitième album studio, sorti en novembre 2003 et intitulé The Black Album.
La chanson est créditée à Jay-Z et Rick Rubin. L'enregistrement de Jay-Z a été produit par Rick Rubin.
Le refrain (« If you're havin' girl problems I feel bad for you son / I got 99 problems but a bitch ain't one ») est tiré de la chanson 99 Problems du rappeur américain Ice-T parue en 1993.
Publiée en single (sous le label Roc-A-Fella Records) en avril 2004, la chanson a atteint la 30e place du Hot 100 du magazine musical américain Billboard, passant en tout 12 semaines dans le chart. C'était le troisième et dernier single tiré du Black Album, après Change Clothes et Dirt off Your Shoulder.
En 2010, Rolling Stone a classé cette chanson 172e sur sa liste des « 500 plus grandes chansons de tous les temps ».